# 1. Fußball- und Sportverein Mainz 05 2013-2014
Questa voce raccoglie le informazioni riguardanti il  1. Fußball- und Sportverein Mainz 05  nelle competizioni ufficiali della stagione 2013-2014.

## Stagione
Nella stagione 2013-2014 il Magonza, allenato da Thomas Tuchel, concluse il campionato di Bundesliga al 7º posto. In coppa di Germania il Magonza fu eliminato al secondo turno dal Colonia.

## Rosa
| N. |                               | Ruolo | Calciatore         |
| -- | ----------------------------- | ----- | ------------------ |
| 21 | Germania (bandiera)           | P     | Loris Karius       |
| 15 | Croazia (bandiera)            | P     | Dario Krešić       |
| 1  | Germania (bandiera)           | P     | Christian Mathenia |
| 33 | Germania (bandiera)           | P     | Heinz Müller       |
| 29 | Germania (bandiera)           | P     | Christian Wetklo   |
| 16 | Germania (bandiera)           | D     | Stefan Bell        |
| 26 | Germania (bandiera)           | D     | Niko Bungert       |
| 20 | Costa Rica (bandiera)         | D     | Júnior Díaz        |
| 30 | Germania (bandiera)           | D     | Malik Fathi        |
| 22 | Germania (bandiera)           | D     | Julian Koch        |
| 4  | Macedonia del Nord (bandiera) | D     | Nikolče Noveski    |
| 24 | Corea del Sud (bandiera)      | D     | Park Joo-ho        |
| 3  | Rep. Ceca (bandiera)          | D     | Zdeněk Pospěch     |
| 5  | Germania (bandiera)           | D     | Benedikt Saller    |
| 2  | Danimarca (bandiera)          | D     | Bo Svensson        |

| N. |                          | Ruolo | Calciatore               |
| -- | ------------------------ | ----- | ------------------------ |
| 14 | Austria (bandiera)       | C     | Julian Baumgartlinger    |
| 6  | Germania (bandiera)      | C     | Johannes Geis            |
| 13 | Corea del Sud (bandiera) | C     | Koo Ja-cheol             |
| 11 | Turchia (bandiera)       | C     | Yunus Malli              |
| 8  | Germania (bandiera)      | C     | Christoph Moritz         |
| 27 | Germania (bandiera)      | C     | Nicolai Müller           |
| 28 | Bulgaria (bandiera)      | C     | Todor Nedelev            |
| 19 | Colombia (bandiera)      | C     | Elkin Soto               |
| 7  | Danimarca (bandiera)     | C     | Niki Zimling             |
| 10 | Camerun (bandiera)       | A     | Eric Maxim Choupo-Moting |
| 23 | Giappone (bandiera)      | A     | Shinji Okazaki           |
| 31 | Germania (bandiera)      | A     | Shawn Parker             |
| 9  | Germania (bandiera)      | A     | Sebastian Polter         |
| 18 | Germania (bandiera)      | A     | Dani Schahin             |
| 35 | Croazia (bandiera)       | A     | Petar Slišković          |

## Organigramma societario
Area tecnica
- Allenatore: Thomas Tuchel
- Allenatore in seconda: Arno Michels, Benjamin Weber
- Preparatore dei portieri: Stephan Kuhnert
- Preparatori atletici: Axel Busenkell, Rainer Schrey, Christopher Rohrbeck

## Risultati

### Bundesliga

#### Girone di andata
| Arbitro: | Meyer |

|                             |           |                         |
| Müller 14’, 78’ Okazaki 65’ | Marcatori | 16’ Ibišević 82’ Harnik |

| Arbitro: | Hartmann |

|           |           |                        |
| Freis 71’ | Marcatori | 64’ Zimling 68’ Müller |

| Arbitro: | Kinhöfer |

|                              |           |  |
| Choupo-Moting 60’ Müller 78’ | Marcatori |  |

| Arbitro: | Winkmann |

|                                          |           |            |
| Diouf 31’ Sobiech 37’ Konan 80’ Prib 82’ | Marcatori | 12’ Müller |

| Arbitro: | Sippel |

|  |           |             |
|  | Marcatori | 34’ Boateng |

| Arbitro: | Aytekin |

|           |           |                                        |
| Malli 82’ | Marcatori | 19’, 45’ Kruse 38’ Bender 59’ Kießling |

| Arbitro: | Meyer |

|                                 |           |           |
| Allagui 48’, 73’ Ben-Hatira 74’ | Marcatori | 8’ Müller |

| Arbitro: | Stark |

|                             |           |                         |
| Choupo-Moting 82’ Malli 90’ | Marcatori | 14’ Volland 22’ Firmino |

| Arbitro: | Kinhöfer |

|                                                 |           |            |
| Robben 50’ Müller 52’, 82’ (rig.) Mandžukić 69’ | Marcatori | 44’ Parker |

| Arbitro: | Siebert |

|                 |           |  |
| Okazaki 8’, 68’ | Marcatori |  |

| Arbitro: | Dankert |

|               |           |                          |
| Hahn 26’, 49’ | Marcatori | 59’ (rig.) Choupo-Moting |

| Arbitro: | Weiner |

|                   |           |  |
| Choupo-Moting 88’ | Marcatori |  |

| Arbitro: | Sippel |

|                       |           |                            |
| Elia 85’ Di Santo 90’ | Marcatori | 7’ Müller 17’, 70’ Okazaki |

| Arbitro: | Aytekin |

|                          |           |                                                   |
| Choupo-Moting 74’ (rig.) | Marcatori | 70’ Aubameyang 79’ (rig.), 90’ (rig.) Lewandowski |

| Arbitro: | Gräfe |

|            |           |             |
| Nilsson 5’ | Marcatori | 75’ Okazaki |

| Magonza 14 dicembre 2013, ore 15:30 CET 16ª giornata | Magonza | 0 – 0 referto | Borussia M'gladbach | Coface Arena (34 000 spett.)\| Arbitro: \| Schmidt \| |
| Arbitro:                                             | Schmidt |               |                     |                                                       |

| Arbitro: | Dankert |

|                                  |           |                             |
| Çalhanoğlu 21’ van der Vaart 79’ | Marcatori | 47’, 90’ Okazaki 50’ Müller |

#### Girone di ritorno
| Arbitro: | Siebert |

|                |           |                        |
| Abdellaoue 11’ | Marcatori | 39’ Okazaki 87’ Saller |

| Arbitro: | Hartmann |

|                  |           |  |
| Park 24’ Koo 86’ | Marcatori |  |

| Arbitro: | Stieler |

|                                           |           |  |
| Rodríguez 59’ (rig.) Dost 66’ Gustavo 75’ | Marcatori |  |

| Arbitro: | Gräfe |

|                             |           |  |
| Malli 51’ Choupo-Moting 90’ | Marcatori |  |

| Gelsenkirchen 21 febbraio 2014, ore 20:30 CET 22ª giornata | Schalke 04 | 0 – 0 referto | Magonza | Veltins-Arena (60 952 spett.)\| Arbitro: \| Gagelmann \| |
| Arbitro:                                                   | Gagelmann  |               |         |                                                          |

| Arbitro: | Stark |

|  |           |                   |
|  | Marcatori | 37’ Choupo-Moting |

| Arbitro: | Meyer |

|                          |           |           |
| Choupo-Moting 65’ (rig.) | Marcatori | 51’ Ramos |

| Arbitro: | Siebert |

|                          |           |                                               |
| Polanski 49’ Firmino 52’ | Marcatori | 67’ Choupo-Moting 73’ Saller 75’, 90’ Okazaki |

| Arbitro: | Stieler |

|  |           |                              |
|  | Marcatori | 82’ Schweinsteiger 86’ Götze |

| Arbitro: | Hartmann |

|                              |           |            |
| Kumbela 18’, 77’ Nielsen 45’ | Marcatori | 20’ Müller |

| Arbitro: | Fritz |

|                                      |           |  |
| Bungert 23’ Hitz 38’ (aut.) Geis 83’ | Marcatori |  |

| Arbitro: | Stark |

|                      |           |  |
| Joselu 52’ Meier 85’ | Marcatori |  |

| Arbitro: | Aytekin |

|                                         |           |  |
| Petersen 5’ (aut.) Moritz 16’ Malli 39’ | Marcatori |  |

| Arbitro: | Schmidt |

|                                                       |           |                  |
| Jojić 6’ Lewandowski 18’ Piszczek 56’ Reus 79’ (rig.) | Marcatori | 14’, 53’ Okazaki |

| Arbitro: | Kircher |

|                        |           |  |
| Okazaki 30’ Moritz 44’ | Marcatori |  |

| Arbitro: | Zwayer |

|                                  |           |                   |
| Stranzl 22’ Kruse 54’ Kramer 77’ | Marcatori | 65’ Choupo-Moting |

| Arbitro: | Kinhöfer |

|                               |           |                          |
| Soto 7’ Malli 65’ Okazaki 82’ | Marcatori | 12’ Lasogga 84’ Iličević |

### Coppa di Germania
| Arbitro: | Steinhaus |

|          |           |                              |
| Kraus 6’ | Marcatori | 14’ Müller 87’ Choupo-Moting |

| Arbitro: | Gagelmann |

|  |           |           |
|  | Marcatori | 53’ Risse |

## Statistiche

### Statistiche di squadra
| Competizione      | Punti | In casa | In casa | In casa | In casa | In casa | In casa | In trasferta | In trasferta | In trasferta | In trasferta | In trasferta | In trasferta | Totale | Totale | Totale | Totale | Totale | Totale | DR |
| Competizione      | Punti | G       | V       | N       | P       | Gf      | Gs      | G            | V            | N            | P            | Gf           | Gs           | G      | V      | N      | P      | Gf     | Gs     | DR |
| ----------------- | ----- | ------- | ------- | ------- | ------- | ------- | ------- | ------------ | ------------ | ------------ | ------------ | ------------ | ------------ | ------ | ------ | ------ | ------ | ------ | ------ | -- |
| Bundesliga        | 53    | 17      | 10      | 3       | 4       | 28      | 17      | 17           | 6            | 2            | 9            | 24           | 37           | 34     | 16     | 5      | 13     | 52     | 54     | -2 |
| Coppa di Germania | -     | 1       | 0       | 0       | 1       | 0       | 1       | 1            | 1            | 0            | 0            | 2            | 1            | 2      | 1      | 0      | 1      | 2      | 2      | 0  |
| Totale            | -     | 18      | 10      | 3       | 5       | 28      | 18      | 18           | 7            | 2            | 9            | 26           | 38           | 36     | 17     | 5      | 14     | 54     | 56     | -2 |

### Andamento in campionato
| Giornata  | 1 | 2 | 3 | 4 | 5 | 6 | 7  | 8  | 9  | 10 | 11 | 12 | 13 | 14 | 15 | 16 | 17 | 18 | 19 | 20 | 21 | 22 | 23 | 24 | 25 | 26 | 27 | 28 | 29 | 30 | 31 | 32 | 33 | 34 |
| --------- | - | - | - | - | - | - | -- | -- | -- | -- | -- | -- | -- | -- | -- | -- | -- | -- | -- | -- | -- | -- | -- | -- | -- | -- | -- | -- | -- | -- | -- | -- | -- | -- |
| Luogo     | C | T | C | T | C | C | T  | C  | T  | C  | T  | C  | T  | C  | T  | C  | T  | T  | C  | T  | C  | T  | T  | C  | T  | C  | T  | C  | T  | C  | T  | C  | T  | C  |
| Risultato | V | V | V | P | P | P | P  | N  | P  | V  | P  | V  | V  | P  | N  | N  | V  | V  | V  | P  | V  | N  | V  | N  | V  | P  | P  | V  | P  | V  | P  | V  | P  | V  |
| Posizione | 6 | 4 | 4 | 5 | 5 | 7 | 12 | 11 | 14 | 11 | 12 | 9  | 7  | 8  | 8  | 9  | 9  | 8  | 7  | 9  | 7  | 9  | 6  | 7  | 5  | 7  | 7  | 7  | 7  | 7  | 7  | 7  | 7  | 7  |

Legenda:

Luogo: C = Casa; T = Trasferta. Risultato: V = Vittoria; N = Pareggio; P = Sconfitta.

### Statistiche dei giocatori
| Giocatore         | Bundesliga | Bundesliga | Bundesliga  | Bundesliga | Coppa di Germania | Coppa di Germania | Coppa di Germania | Coppa di Germania | Totale   | Totale | Totale      | Totale     |
| Giocatore         | Presenze   | Reti       | Ammonizioni | Espulsioni | Presenze          | Reti              | Ammonizioni       | Espulsioni        | Presenze | Reti   | Ammonizioni | Espulsioni |
| ----------------- | ---------- | ---------- | ----------- | ---------- | ----------------- | ----------------- | ----------------- | ----------------- | -------- | ------ | ----------- | ---------- |
| L. Karius         | 23         | 0          | 0           | 0          | -                 | -                 | -                 | -                 | 23       | 0      | 0           | 0          |
| D. Krešić         | -          | -          | -           | -          | -                 | -                 | -                 | -                 | -        | -      | -           | -          |
| C. Mathenia       | -          | -          | -           | -          | -                 | -                 | -                 | -                 | -        | -      | -           | -          |
| H. Müller         | 10         | 0          | 1           | 0          | 1                 | 0                 | 0                 | 0                 | 11       | 0      | 1           | 0          |
| C. Wetklo         | 2          | 0          | 0           | 1          | 1                 | 0                 | 0                 | 0                 | 3        | 0      | 0           | 1          |
| S. Bell           | 27         | 0          | 5           | 0          | 1                 | 0                 | 0                 | 0                 | 28       | 0      | 5           | 0          |
| N. Bungert        | 10         | 1          | 0           | 1          | -                 | -                 | -                 | -                 | 10       | 1      | 0           | 1          |
| J. Díaz           | 20         | 0          | 3           | 0          | -                 | -                 | -                 | -                 | 20       | 0      | 3           | 0          |
| M. Fathi          | 2          | 0          | 0           | 0          | -                 | -                 | -                 | -                 | 2        | 0      | 0           | 0          |
| J. Koch           | 3          | 0          | 1           | 0          | -                 | -                 | -                 | -                 | 3        | 0      | 1           | 0          |
| N. Noveski        | 32         | 0          | 5           | 0          | 2                 | 0                 | 0                 | 0                 | 34       | 0      | 5           | 0          |
| J. Park           | 27         | 1          | 2           | 0          | 2                 | 0                 | 0                 | 0                 | 29       | 1      | 2           | 0          |
| Z. Pospěch        | 34         | 0          | 4           | 0          | 1                 | 0                 | 0                 | 0                 | 35       | 0      | 4           | 0          |
| B. Saller         | 15         | 2          | 2           | 0          | -                 | -                 | -                 | -                 | 15       | 2      | 2           | 0          |
| B. Svensson       | 12         | 0          | 2           | 0          | 2                 | 0                 | 1                 | 0                 | 14       | 0      | 3           | 0          |
| J. Baumgartlinger | 9          | 0          | 0           | 0          | 1                 | 0                 | 0                 | 0                 | 10       | 0      | 0           | 0          |
| J. Geis           | 33         | 1          | 4           | 0          | 1                 | 0                 | 0                 | 0                 | 34       | 1      | 4           | 0          |
| J. Koo            | 14         | 1          | 0           | 0          | -                 | -                 | -                 | -                 | 14       | 1      | 0           | 0          |
| Y. Malli          | 21         | 5          | 0           | 0          | 2                 | 0                 | 0                 | 0                 | 23       | 5      | 0           | 0          |
| C. Moritz         | 25         | 2          | 6           | 0          | 1                 | 0                 | 0                 | 0                 | 26       | 2      | 6           | 0          |
| N. Müller         | 26         | 9          | 6           | 0          | 2                 | 1                 | 0                 | 0                 | 28       | 10     | 6           | 0          |
| T. Nedelev        | 2          | 0          | 0           | 0          | -                 | -                 | -                 | -                 | 2        | 0      | 0           | 0          |
| E. Soto           | 20         | 1          | 2           | 1          | 1                 | 0                 | 0                 | 0                 | 21       | 1      | 2           | 1          |
| N. Zimling        | 15         | 1          | 4           | 0          | 1                 | 0                 | 0                 | 0                 | 16       | 1      | 4           | 0          |
| E. Choupo-Moting  | 32         | 10         | 1           | 0          | 2                 | 1                 | 0                 | 0                 | 34       | 11     | 1           | 0          |
| S. Okazaki        | 33         | 15         | 2           | 0          | 2                 | 0                 | 1                 | 0                 | 35       | 15     | 3           | 0          |
| S. Parker         | 11         | 1          | 0           | 0          | 1                 | 0                 | 0                 | 0                 | 12       | 1      | 0           | 0          |
| S. Polter         | 13         | 0          | 2           | 0          | 2                 | 0                 | 0                 | 0                 | 15       | 0      | 2           | 0          |
| D. Schahin        | 3          | 0          | 0           | 0          | 2                 | 0                 | 1                 | 0                 | 5        | 0      | 1           | 0          |
| P. Slišković      | 2          | 0          | 1           | 1          | -                 | -                 | -                 | -                 | 2        | 0      | 1           | 1          |